# 서관 (후한)
서관(徐灌, ? ~ 184년)은 후한 말기의 관료이다.

## 행적
광화 7년(184년), 하남윤에 임명되었으나 하옥되어 죽었다.

## 출전
- 범엽, 《후한서》 권8 효영제기

| 전임 하진 | 후한의 하남윤 184년 3월? ~ 7월 | 후임 이섭 |